# Coalición Cívica ARI
Die Coalición Cívica ARI (offiziell Partido Coalición Cívica para la Afirmación de una República Igualitaria, kurz CC-ARI, bis Oktober 2009 unter dem Namen Afirmación para una República Igualitaria, ARI) ist eine linksliberale Partei in Argentinien, die 2002 gegründet wurde.

## Geschichte

### Gründung und Aufstieg
Elisa Carrió, eine Politikerin der Unión Cívica Radical (UCR) aus der Provinz Chaco, gründete unter dem Namen Argentinos para una República de Iguales im Jahr 2000 mit Parteikollegen, Teilen des FrePaSo sowie zwei Gruppierungen des damals geteilten Partido Socialista, dem Partido Socialista Popular und dem Partido Socialista Democrático, eine Wahlallianz, die sich von der Regierung Fernando de la Rúas klar distanzierte. 2002 gründete sie auf Basis dieser Gruppe die Partei Afirmación para una República Igualitaria, allerdings ohne das Partido Socialista, das sich kurz darauf wiedervereinigte. Carrió konnte mehrere UCR-Parteikollegen bewegen, in die neue Partei überzutreten.

Logo der Partei bis 2009

Im Jahr 2003 trat Carrió zu den Präsidentschaftswahlen an. Obwohl sie im Vorfeld teilweise in Umfragen als aussichtsreichste Kandidatin gehandelt worden war, kam sie mit 14,1 Prozent nur auf den fünften Platz, Präsident wurde Néstor Kirchner.
In den Regierungsperioden von Kirchner und seiner Nachfolgerin und Ehefrau Cristina Fernández de Kirchner verfolgte die ARI einen strikten Oppositionskurs gegen die Regierung und ging dabei mit anderen Parteien aus dem Mitte-links-Spektrum, wie dem Partido Socialista verschiedene Allianzen ein.

### Coalición CívicaundAcuerdo Cívico y Social
2007 gründete die Partei mit den kleineren UCR-Abspaltungen UPT und GEN und der unabhängigen Kleinpartei PAIS die Wahlallianz Coalición Cívica (CC). Im selben Jahr gelang der Partei der erste Wahlerfolg, als Fabiana Ríos zur Gouverneurin der Provinz Tierra del Fuego gewählt wurde. Ihre Wahl war von landesweiter Bedeutung, da der Gegenkandidat ein enger Verbündeter von Kirchner und Mitglied dessen Interessengruppe innerhalb der Partido Justicialista, dem Frente para la Victoria, war. Bei den Präsidentschaftswahlen im Oktober 2007 trat Carrió als Kandidatin an, scheiterte jedoch als Zweitplatzierte deutlich gegen Cristina Fernández de Kirchner.
Für die Parlamentswahlen 2009 verbündete sich die CC gemeinsam mit der UCR und dem Partido Socialista zu einem breiten Wahlbündnis mit dem Namen Acuerdo Cívico y Social (ACyS), das bei der Wahl landesweit knapp vor dem Frente para la Victoria stärkste Kraft wurde. Die ARI selbst wurde im Oktober 2009 in Coalición Cívica-ARI umbenannt, die weiteren Mitglieder der CC blieben jedoch unabhängig. Etwa gleichzeitig trat die GEN aus dem Parteienbündnis CC aus.

### Wahlallianz Cambiemos
2015 ging die CC-ARI gemeinsam mit der UCR und der Propuesta Republicana (PRO) die Wahlallianz Cambiemos ein, mit dem Ziel, die Präsidentschaft des Partido Justicialista zu brechen. Bei den internen Vorwahlen erreichte die Vertreterin der CC-ARI, Elisa Carrió, mit Abstand nur den dritten Platz. Zum Präsidentschaftskandidaten wurde Mauricio Macri ernannt, der auch die anschließende Präsidentschaftswahl 2015 gewann. Allerdings hat kein Mitglied der CC-ARI einen Ministerposten erhalten. Bei den Präsidentschaftswahlen 2019 wurde das Bündnis unter dem neuen Namen „Juntos por el Cambio“ fortgesetzt, verlor jedoch die Wahl gegen die Herausforderer der Frente de Todos.